# Fritillaria dzhabavae
Fritillaria dzhabavae là một loài thực vật có hoa trong họ Liliaceae. Loài này được A.P.Khokhr. miêu tả khoa học đầu tiên năm 1991.